# Högskäret (vid Olsön, Malax)
Högskäret är en ö i Finland. Den ligger i Norra kvarken och i kommunen Malax i den ekonomiska regionen  Vasa i landskapet Österbotten, i den västra delen av landet. Ön ligger omkring 18 kilometer sydväst om Vasa och omkring 370 kilometer nordväst om Helsingfors.
Öns area är 8 hektar och dess största längd är 440 meter i sydöst-nordvästlig riktning.